# Katie Ebzery
Katie Rae Ebzery (Waratah, 8 gennaio 1990) è un'ex cestista australiana.

## Carriera
Con l'Australia ha disputato tre edizioni dei Giochi olimpici (Londra 2012, Rio de Janeiro 2016, Tokyo 2020) e i Campionati mondiali del 2018.